# Meteorologia geopozycyjna
Meteorologia geopozycyjna jest techniką pomiarową wykorzystującą wpływ atmosfery na rozchodzenie się fal mikrofalowych używanych w globalnym systemie nawigacyjnym (ang. GPS). Obecnie można wyznaczyć całkowitą zawartość pary wodnej w kolumnie atmosferycznej a także sondaż atmosferyczny (np rozkład pary wodnej z wysokością).

## Kolumnowa zawartość pary wodnej
Całkowita ilość pary wodnej wyznaczana jest z opóźnienia sygnału GPS w czasie przechodzenia przez atmosferę. W zależności od ilości całkowitej pary wodnej w kolumnie atmosferycznej, sygnał GPS propaguje się szybciej lub wolniej. Pomiary z wielu stacji na ziemi specjalnymi odbiornikami GPS, trochę bardziej precyzyjnymi niż te sprzedawane w sklepach, dają informację o ilości całkowitej pary wodnej w wielu punktach na świecie.

## Sondaże geopozycyjne
Techniki sondażowe (pionowy rozkład w atmosferze) oparte są na identycznej zasadzie fizycznej z tym, że odbiornik umieszczony jest na orbicie a nie na ziemi. Obserwuje się sygnał GPS pomiędzy dwoma satelitami – jednym GPSowym a drugim obserwacyjnym. Promień sygnału GPS jest wtedy prawie równoległy do powierzchni ziemi i dlatego technika ta nazywa się sondażem promienia skrajnego (ang. limb sounding) lub okultacją radiową (radio occultation).

### Formosat-3 Cosmic
Jest systemem 6 satelitów obserwacyjnych wykonujących sondaże GPS promienia skrajnego. Nazwana konstelacją satelitów obserwacyjnych w meteorologii (ang. Constellation Observing System for Meteorology, w skrócie COSMIC) została wystrzelona z bazy Vanderberg w Kalifornii 14 kwietnia 2006 roku.

## Połączenia zewnętrzne
- Constellation Observing System for Meteorology. [dostęp 2011-04-11].